# Dand Sholapur, Shorapur
Dand Sholapur là một làng thuộc tehsil Shorapur, huyện Gulbarga, bang Karnataka, Ấn Độ.